# Seznam članov 1. zasedanja Antifašističnega sveta ljudske osvoboditve Jugoslavije
Seznam članov 1. zasedanja Antifašističnega sveta ljudske osvoboditve Jugoslavije.

## Izvršni odbor
Vodstvo
- predsednik: Ivan Ribar-Lola
- podpredsedniki: Pavle Savić, Nurija Pozderac, Edvard Kocbek

Člani
- za notranje zadeve: Mile Peruničić
- za zdravstvene zadeve: Sima Milošević
- za socialna vprašanja: Mladen Iveković
- za gospodarska vprašanja: Ivan Milutinović
- za verska vprašanja: Vlada Zečević
- za propagando: Veselin Masleša

## Delegati
- Josip Broz Tito
- Vladimir Bakarić
- Mile Balaban
- Šime Balen
- Milan Belovuković
- Simo Bjelajac[† 1]
- Dušan Brstina
- Vido Burić[† 2]
- Stojan Cerović[† 3]
- Đuro Čagorović
- Rodoljub Čolaković
- Vladimir Dedijer
- Miloje Dobrašinović
- Jurica Draušnik
- Rato Dugonjić
- Tone Fajfar
- Vojin Gajić[† 4]
- Manojle Garić
- Pavle Gregorič
- Nikola Grulović
- Andrija Hebrang
- Avdo Humo
- Mladen Iveković
- Dušan Ivović
- Osman Karabegović
- Jevstatije Karamatijević
- Edvard Kardelj
- Boris Kidrič
- Boriša Kovačević[† 5]
- Petar Komnenić
- Edvard Kocbek
- Miro Krstajić
- Vicko Krstulović
- Pavao Krce
- Marijan Lekić
- Franc Leskošek
- France Lubej
- Božo Ljumović
- Blažo Marković

- Veselin Masleša[† 6]
- Radovan Mijušković
- Sima Milošević[† 7]
- Ivan Milutinović
- Joso Mirković
- Gojko Nikoliš
- Srđan Novaković
- Stanko Opačić
- Omer Osmić
- Đoko Pavičević
- Marko Pavičević
- Ristan Pavlović
- Kata Pejnović
- Risto Perović
- Mile Peruničić
- Srećko Petrović
- Moša Pijade
- Nurija Pozderac[† 8]
- Jovan Popović
- Koča Popović
- Milentije Popović
- Đuro Pucar
- Ivo Lola Ribar[† 9]
- Josip Rus
- Branko Savić
- Pavle Savić
- Jagoš Simonović
- Nikola Srdić[† 10]
- Petar Stambolić
- Luka Stević
- Florijan Sučić
- Đuro Tiljak
- Svetozar Veinović
- Mirko Vešović[† 11]
- Josip Vidmar
- Todor Vujasinović
- Vlada Zečević
- Branko Zlatarić
- Žarko Zrenjanin[† 12]